# Sherlock i kćer (televizijska serija)
Sherlock i kćer (eng. Sherlock & Daughter) je američka misteriozna televizijska serija koju je osmislio Brendan Foley, a showrunner je James Duff. Temeljena je na pričama o Sherlocku Holmesu koje je napisao Sir Arthur Conan Doyle.
Serija je premijerno počela 16. travnja 2025. na kanalima The CW i Discovery+, u Hrvatskoj premijerno počinje 6. kolovoza 2025. na kanalu Star Crime.

## Radnja
Godine 1896. Sherlock Holmes se nađe upleten u zlokobnu zavjeru povezanu s kriminalnim sindikatom Crvena nit, koji je oteo njegove najbliže prijatelje. Udružuje se s Amelijom Rojas, mladom Indijankom čija je majka nedavno ubijena. Dok zajedno pokušavaju riješiti slučaj, Amelia istodobno nastoji otkriti je li slavni detektiv njezin davno izgubljeni otac.

## Glumačka postava

### Glavna
- David Thewlis kao Sherlock Holmes
- Blu Hunt kao Amelia Rojas
- Ardal O'Hanlon kao Mr. Halligan
- Fiona Glascott kao Lady Violet Somerset
- Aidan McArdle kao Chief Inspector Whitlock
- Kojo Kamara kao Clarence Halfpenny
- Joe Klocek kao Daniel "Dan" Moriarty
- Dougray Scott kao Professor James Moriarty
- Owen Roe kao Lord Salisbury
- Seán Duggan kao Dr. John Watson

### Sporedna
- Mary O'Driscoll kao Mrs. Halligan
- Mary O'Driscoll kao Mrs. Hudson
- Paul Reid kao Inspector Bullivant
- Gia Hunter kao Clara Anderson
- Phillip P. Keene kao Paul Anderson
- Ivana Miličević kao Marjorie Anderson
- Savonna Spracklin kao Lucia Rojas
- Orén Kinlan kao Shaw McPherson
- Shashi Rami kao Bertram "Bertie" Birtwistle
- Antonio Aakeel kao Detective Swann

## Pregled serije
| Sezona | Sezona | Epizoda | Izvorno prikazivanje | Izvorno prikazivanje | Hrvatsko prikazivanje | Hrvatsko prikazivanje |
| Sezona | Sezona | Epizoda | Premijera            | Finale               | Premijera             | Finale                |
| ------ | ------ | ------- | -------------------- | -------------------- | --------------------- | --------------------- |
|        | 1.     | 12      | 16. travnja 2025.    | 11. lipnja 2025.     | 6. kolovoza 2025.     | 24. rujna 2025.       |

| Br. u seriji | Naslov                           | Redatelj                | Scenarist                        | Prvo prikazivanje  | Prikazivanje u Hrvatskoj |
| ------------ | -------------------------------- | ----------------------- | -------------------------------- | ------------------ | ------------------------ |
| 1.           | "The Challenge"                  | Bryn Higgins            | Brendan Foley                    | 16. travnja 2025.  | 6. kolovoza 2025.        |
| 2.           | "The Common Thread"              | Bryn Higgins            | Brendan Foley                    | 23. travnja 2025.  | 13. kolovoza 2025.       |
| 3.           | "Backseat Driver"                | Bryn Higgins            | Shelly Goldstein i Brendan Foley | 7. svibnja 2025.   | 20. kolovoza 2025.       |
| 4.           | "Call Me Red"                    | Bryn Higgins            | Shelly Goldstein i Brendan Foley | 14. svibnja 2025.  | 27. kolovoza 2025.       |
| 5.           | "Murder Horny"                   | Elle-Máijá Tailfeathers | Micah War Dog                    | 21. svibnja 2025.  | 3. rujna 2025.           |
| 6.           | "Cats and Mouse"                 | Bryn Higgins            | James Duff                       | 28. svibnja 2025.  | 10. rujna 2025.          |
| 7.           | "Course Correction"              | Bryn Higgins            | Shelly Goldstein                 | 4. studenoga 2025. | 17. rujna 2025.          |
| 8.           | "The Kill Room Where It Happens" | Bryn Higgins            | James Duff                       | 11. lipnja 2025.   | 24. rujna 2025.          |

## Vanjske poveznice
- Sherlock i kćer u internetskoj bazi filmova IMDb-a
- Službena stranica
- Službena stranica – Star Crime